# Kevin Chapman

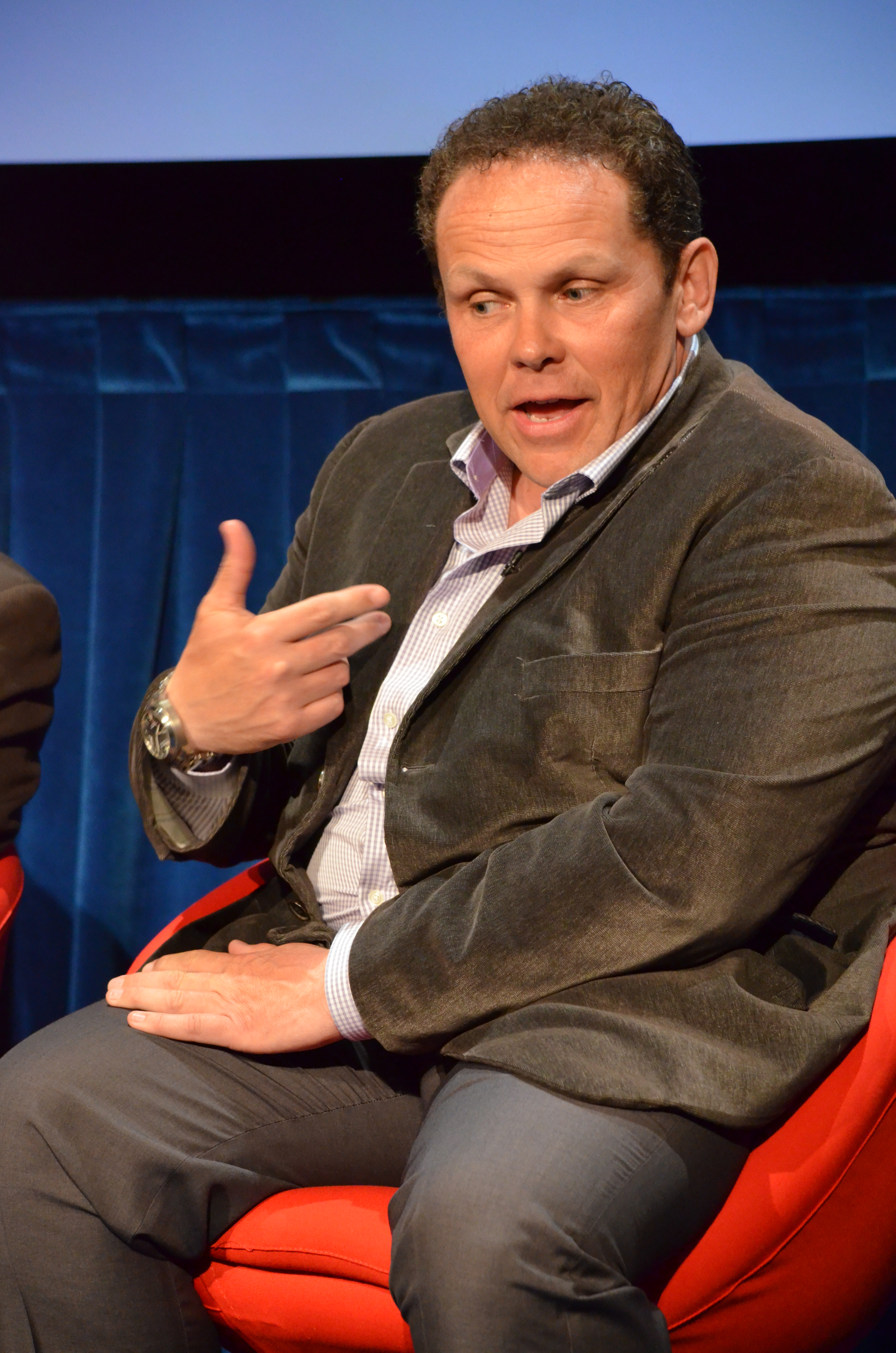
Kevin Chapman (2012)

Kevin H. Chapman (* 29. Juli 1962) ist ein US-amerikanischer Schauspieler und Filmproduzent.

## Leben
Kevin Chapman spielte seine erste Rolle in dem Film Monument Ave. des Regisseurs Ted Demme im Jahr 1998. Seitdem spielte er in Filmen wie Schlimmer geht’s immer!, Mystic River, 21 Gramm oder Blow. Nach Episodenrollen in Fernsehserien wie Practice – Die Anwälte, CSI: Vegas, Boston Legal und 24 wurde er durch durchgehende Rollen in den Serien Brotherhood und Rescue Me einem breiten Publikum bekannt. Zwischen 2011 und 2016 übernahm er neben James Caviezel, Taraji P. Henson und Michael Emerson eine der vier Hauptrollen der US-amerikanischen Krimi-Science-Fiction-Fernsehserie Person of Interest des britischen Drehbuchautors Jonathan Nolan.
Chapman produzierte die Filme Lonely Street aus dem Jahr 2009 und Bad Country aus dem Jahr 2014, in denen er auch Nebenrollen übernahm.
2010 lieh er im Videospiel Mafia II einer Figur seine Stimme.

## Filmografie (Auswahl)
Schauspieler
- 1998: Monument Ave. (Snitch)
- 1998: Vig (Fernsehfilm)
- 1999: Der blutige Pfad Gottes (The Boondock Saints)
- 1999: In Too Deep
- 2001: Scheidung auf amerikanisch (Private Lies, Fernsehfilm)
- 2001: In the Bedroom
- 2001: Blow
- 2001: Practice – Die Anwälte (The Practice, Fernsehserie, Episode 5x19)
- 2001: Schlimmer geht’s immer! (What’s the Worst That Could Happen?)
- 2002: The Agency – Im Fadenkreuz der C.I.A. (The Agency, Fernsehserie, Episode 1x22)
- 2002–2003: 24 (Fernsehserie, 3 Episoden)
- 2003: CSI: Vegas (CSI: Crime Scene Investigation, Fernsehserie, Episode 3x13)
- 2003: Mystic River
- 2003: 21 Gramm (21 Grams)
- 2003: New York Cops – NYPD Blue (NYPD Blue, Fernsehserie, Episode 11x01)
- 2004: Irish Eyes
- 2004: Im Feuer (Ladder 49)
- 2004: Reine Chefsache (In Good Company)
- 2005: Die himmlische Joan (Joan of Arcadia, Fernsehserie, Episode 2x16)
- 2005: Boston Legal (Fernsehserie, Episode 1x15)
- 2005: Das schnelle Geld (Two for the Money)
- 2005: Long Distance
- 2006: Hard Luck
- 2006: Unknown
- 2006: Criminal Minds (Fernsehserie, Episode 2x10)
- 2007: Black Irish
- 2008: Sunshine Cleaning
- 2008: Sons of Anarchy (Fernsehserie, Episode 1x03)
- 2006–2008: Brotherhood (Fernsehserie, 29 Episoden)
- 2009: Lonely Street
- 2009: Black Dynamite
- 2009: Lost (Fernsehserie, 2 Episoden)
- 2009: Rescue Me (Fernsehserie, 7 Episoden)
- 2009: Leverage (Fernsehserie, Episode 2x01)
- 2009, 2010: Cold Case – Kein Opfer ist je vergessen (Cold Case, Fernsehserie, 2 Episoden)
- 2010: Hawthorne (Fernsehserie, 2 Episoden)
- 2010: Unstoppable – Außer Kontrolle (Unstoppable)
- 2011: Street Kings 2: Motor City
- 2011: Assassination Games
- 2011: Rizzoli & Isles (Fernsehserie, Episode 2x05)
- 2011: The Whole Truth (Fernsehserie, Episode 1x10)
- 2011–2016: Person of Interest (Fernsehserie, 103 Episoden)
- 2014: Bad Country
- 2015: ExitUs – Play It Backwards (Exeter)
- 2016: Stevie D
- 2016: Good Kids
- 2017–2019: Sneaky Pete (Fernsehserie, 9 Episoden)
- 2018: Slender Man
- 2018: Ein Funken Gerechtigkeit (Saint Judy)
- 2018: City of Lies
- 2019: Marvel’s The Punisher (Fernsehserie, 2 Episoden)
- 2019: Blue Bloods – Crime Scene New York (Blue Bloods, Fernsehserie, Episode 9x11)
- 2019: City on a Hill (Fernsehserie, 5 Episoden)
- 2021: Coda
- 2022: Navy CIS (NCIS, Fernsehserie, Episode 19x15)
- 2023: Outlaw Johnny Black
- 2024: The Bridge
- 2025: Shattered Ice

Produzent
- 2009: Lonely Street
- 2014: Bad Country